# Augustin Crignon de Montigny
Pour les autres membres de la famille, voir Famille Crignon de Bonvalet.
Augustin Crignon de Montigny est un homme politique français né le 24 avril 1782 à Orléans (Orléanais) et mort le 8 juillet 1856 au château de Champ-Romain, à Thiville (Eure-et-Loir).

## Biographie
Augustin Crignon de Montigny naît à Orléans le 24 avril 1782 dans l'ancienne province de l'Orléanais du royaume de France sous le règne du roi Louis XVI. Il est le fils du négociant et homme politique Anselme Crignon d'Ouzouer et de Suzanne Vandebergue, et possède à Orléans une importante situation commerciale. Membre du « Conseil de charité » et du Conseil des prisons de cette ville, juge titulaire au tribunal de commerce en 1821, membre du Conseil général du Commerce du royaume, il est, en outre, un des propriétaires les plus influents du Loiret, quand le collège de ce département le choisit pour député, le 24 novembre 1827.

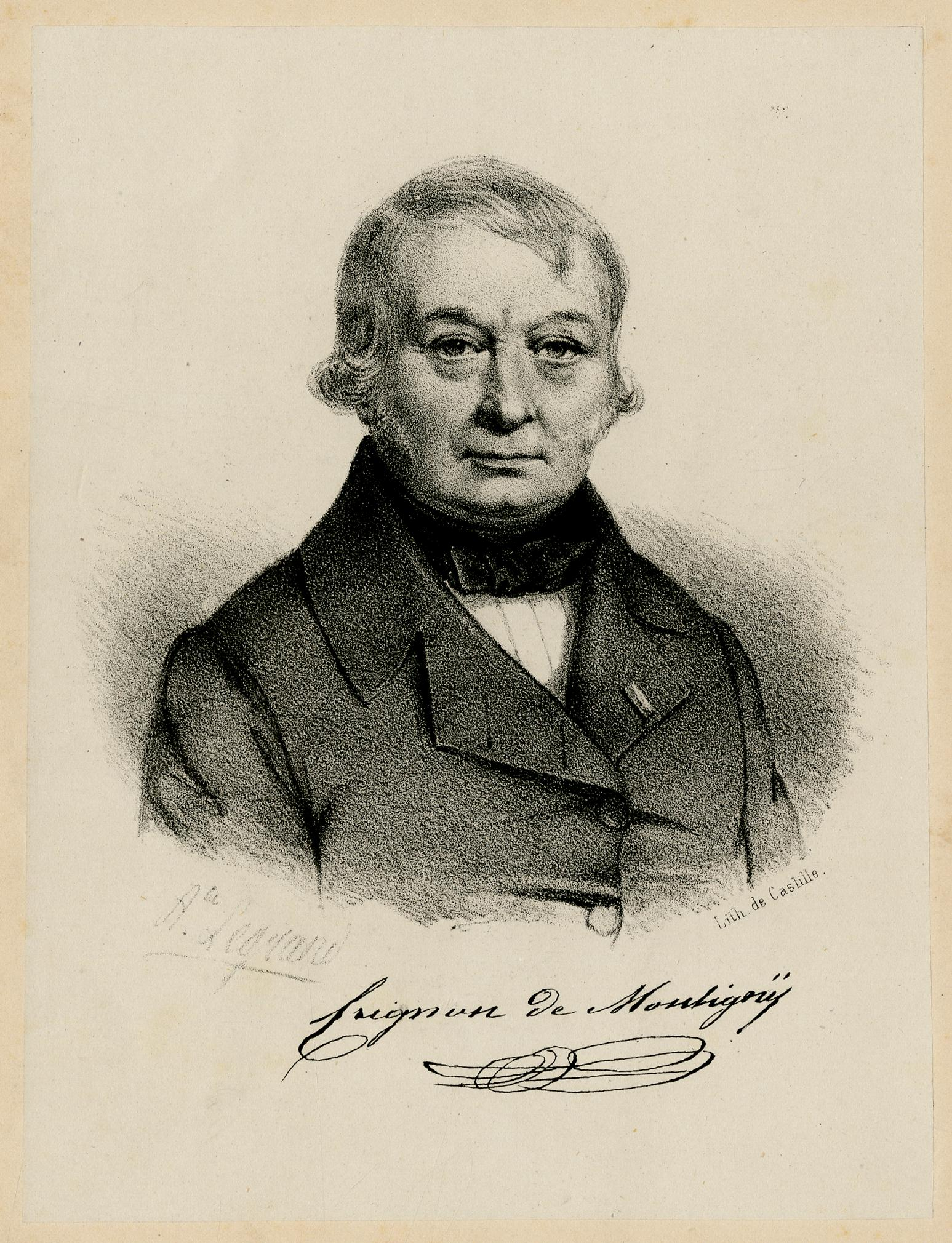
Portrait d'Augustin Crignon de Montigny, lithographie, vers 1830-1850

Il prend place au centre-gauche, vote avec les royalistes constitutionnels, combat le ministère Polignac, et est des 221. Réélu le 19 juillet 1830, il se rallie à la monarchie de Juillet, et appartient dès lors constamment à la majorité gouvernementale. Il obtient sa réélection le 5 juillet 1831, le 21 juin 1834 et le 4 novembre 1837. Il vote la condamnation du journal la Tribune des départements (1833), les lois de septembre (1835), la loi de disjonction et les lois de dotation et d'apanage, et soutient le ministère Molé.
Il est élevé au grade de chevalier de la Légion d'honneur et occupe également un poste de conseiller général du Loiret à partir de septembre 1830.
Il meurt sous le Second Empire à l'âge de 74 ans le 8 juillet 1856 à Thiville dans le département d'Eure-et-Loir au château de Champ-Romain.
Marié à Louise Souchon de l'Aubespine, il est le père d'Alphonse, conseiller d'État, collectionneur de monnaies et gendre de l'amiral Guy-Victor Duperré, et de Louise Adèle, épouse de Louis-Eugène du Temple de Chevrigny, fils de Louis-René du Temple de Chevrigny.